# Iserlia, Basarabeasca
Iserlia este un sat în raionul Basarabeasca, Republica Moldova, reședința comunei cu același nume.
Structură etnică
     moldoveni (41,27%)
     ucraineni (8,16%)
     ruși (9,86%)
     găgăuzi (14,51%)
     bulgari (23,02%)
     români (0%)
     evrei (0%)
     polonezi (0,11%)
     țigani (2,49%)
     alte etnii / nedeclarată (0,58%)
Conform datelor recensământului din 2004, populația localității este de 882 locuitori, dintre care 454 (51,47%) bărbați și 428 (48,53%) femei. Structura etnică a populației în cadrul localității arată astfel:
- moldoveni — 364;
- ucraineni — 72;
- ruși — 87;
- găgăuzi — 128;
- bulgari — 203;
- polonezi — 1;
- țigani — 22;
- altele / nedeclarată — 5.